# 호르스트 베셀의 노래
《호르스트 베셀의 노래》(독일어: Horst-Wessel-Lied)는 1930년부터 1945년까지 나치당의 당가로 쓰인 노래로, 나치당이 정권을 잡은 1933년부터 1945년까지 독일에서 독일의 노래와 함께 공동 국가(國歌)로서 사용되었다. 흔히 《기를 높이 내걸어라》(독일어: Die Fahne Hoch)라는 제목으로도 알려져 있다.
공산당원에게 살해당한 돌격대원 호르스트 베셀이 가사를 썼다고 전해지는데, 베셀은 나치당의 프로파간다에서 자주 영웅시된 인물이다.
1945년 나치 정권이 무너진 이후부터 독일과 오스트리아에서는 호르스트 베셀의 노래를 교육적, 학술적, 연구적 목적 이외의 용도로 사용하는 것이 법률에 의해 금지되어 있다. 한편 그리스의 극우 정당인 황금새벽당의 당가로 쓰이고 있으며 황금새벽당에서 사용하는 그리스어 가사도 존재한다.

## 가사
가사는 1929년 9월 베를린에서 발행된 나치당의 신문인 《데어 앙그리프(Der Angriff)》에 〈이름 없는 돌격대원(Der Unbekannte SA-Mann)〉이라는 제목으로 게재된 내용을 기반으로 하고 있다.
| 원본 가사                                                  | 한국어 번역                                              |
| ---------------------------------------------------------- | -------------------------------------------------------- |
| 1절                                                        |                                                          |
| Die Fahne hoch! Die Reihen fest geschlossen!               | 기를 높이 내걸어라! 대열을 바싹 좁혀라!                  |
| SA. marschiert Mit ruhig festem Schritt                    | 돌격대가 태연하게 확고한 걸음으로 행진한다.              |
| Kam'raden die Rotfront Und Reaktion erschossen             | 공산주의자들과 반동주의자들에게 사살당한 동지들의 영혼이 |
| Marschier'n im Geist In unsern Reihen mit                  | 우리의 대열 속에서 함께 행진한다.                        |
| Kam'raden die Rotfront Und Reaktion erschossen             | 공산주의자들과 반동주의자들에게 사살당한 동지들의 영혼이 |
| Marschier'n im Geist In unsern Reihen mit                  | 우리의 대열 속에서 함께 행진한다.                        |
| 2절                                                        |                                                          |
| Die Straße frei Den braunen Batallionen                    | 갈색단에게 길을 열어라!                                  |
| Die Straße frei Dem Sturmabteilungsmann                    | 돌격대에게 길을 열어라!                                  |
| Es schau'n auf's Hakenkreutz Voll Hoffnung schon Millionen | 이미 수백만이 희망 속에서 갈고리십자가를 바라본다.       |
| Der Tag für Freiheit Und für Brot bricht an                | 자유와 풍요의 날이 다가온다.                             |
| Es schau'n auf's Hakenkreutz Voll Hoffnung schon Millionen | 이미 수백만이 희망 속에서 갈고리십자가를 바라본다.       |
| Der Tag für Freiheit Und für Brot bricht an                | 자유와 풍요의 날이 다가온다.                             |
| 3절                                                        |                                                          |
| Zum letzten Mal Wird nun Appell geblasen                   | 이제 최후의 집합신호가 울린다.                           |
| Zum Kampfe steh'n Wir alle schon bereit                    | 우리 모두 싸울 준비를 마쳤다.                            |
| Schon flattern Hitlerfahnen über allen Straßen             | 곧 거리마다 히틀러의 깃발이 나부끼리라.                  |
| Die Knechtschaft dauert Nur mehr kurze Zeit                | 머지않아 종살이가 끝나리라.                              |
| Schon flattern Hitlerfahnen über allen Straßen             | 곧 거리마다 히틀러의 깃발이 나부끼리라.                  |
| Die Knechtschaft dauert Nur mehr kurze Zeit                | 머지않아 종살이가 끝나리라.                              |
| 4절                                                        |                                                          |
| Die Fahne hoch! Die Reihen fest geschlossen!               | 기를 높이 내걸어라! 대열을 바싹 좁혀라!                  |
| SA. marschiert Mit ruhig festem Schritt                    | 돌격대가 태연하게 확고한 걸음으로 행진한다.              |
| Kam'raden die Rotfront Und Reaktion erschossen             | 공산주의자들과 반동주의자들에게 사살당한 동지들의 영혼이 |
| Marschier'n im Geist In unsern Reihen mit                  | 우리의 대열 속에서 함께 행진한다.                        |
| Kam'raden die Rotfront Und Reaktion erschossen             | 공산주의자들과 반동주의자들에게 사살당한 동지들의 영혼이 |
| Marschier'n im Geist In unsern Reihen mit                  | 우리의 대열 속에서 함께 행진한다.                        |

## 같이 보기
- 호르스트 베셀
- 파울 요제프 괴벨스
- 당의 노래